# Wang Jingfeng
Wang Jingfeng (chiń. 王景峰; ur. 1 października 1979 w Liaoning) – chiński wioślarz, reprezentant Chińskiej Republiki Chińskiej w wioślarskiej ósemce podczas Letnich Igrzysk Olimpijskich w Pekinie.

## Osiągnięcia
- Mistrzostwa Świata – St. Catharines 1999 – czwórka podwójna – 8. miejsce[1].
- Mistrzostwa Świata – Mediolan 2003 – czwórka podwójna – 14. miejsce[1].
- Igrzyska Olimpijskie – Pekin 2008 – ósemka – 7. miejsce[2].